# Polyalthia dolichopoda
Polyalthia dolichopoda là loài thực vật có hoa thuộc họ Na. Loài này được I.M.Turner mô tả khoa học đầu tiên năm 2007.